# Oxyethira assia
Oxyethira assia är en nattsländeart som beskrevs av Lazar Botosaneanu och Moubayed 1985. Oxyethira assia ingår i släktet Oxyethira och familjen smånattsländor. Inga underarter finns listade i Catalogue of Life.